# Katrin Leumann
Katrin Leumann (Riehen, 8 de febrero de 1982) es una deportista suiza que compitió en ciclismo de montaña en la disciplina de campo a través.
Ganó una medalla de oro en el Campeonato Mundial de Ciclismo de Montaña de 2015 y tres medallas en el Campeonato Europeo de Ciclismo de Montaña, en los años 2010 y 2012.

## Palmarés internacional
| Campeonato Mundial | Campeonato Mundial        | Campeonato Mundial | Campeonato Mundial         |
| Año                | Lugar                     | Medalla            | Competición                |
| ------------------ | ------------------------- | ------------------ | -------------------------- |
| 2010               | Mont-Sainte-Anne (Canadá) | Medalla de oro     | Campo a través por relevos |
| Campeonato Europeo |                           |                    |                            |
| Año                | Lugar                     | Medalla            | Competición                |
| 2010               | Haifa (Israel)            | Medalla de oro     | Campo a través             |
| 2010               | Haifa (Israel)            | Medalla de oro     | Campo a través por relevos |
| 2012               | Moscú (Rusia)             | Medalla de plata   | Campo a través por relevos |